# 京王グループ
京王グループ（けいおうグループ、英: Keio group）は、京王電鉄を中心とする企業グループ。
グループロゴは「KEIO」、キャッチコピーは「あなたと あたらしい あしたへ」。
2017年4月現在、54社から構成される。売上高は4,162億円（2015年現在）。
「京王」の商号は、京王電気軌道時代に東京市と八王子市を結ぶ鉄道であったことから「京」と「王」の2字を取ったものである（創業当時、東京府内で市制施行していたのはこの2市のみだった）。なお京王帝都電鉄（京王電鉄の旧社名）は、同じ大手私鉄である東急（旧東京急行電鉄）などと異なり、「京王」の商号を商標登録しなかったため、「京王」の商号またはブランドを名乗る企業は、京王グループ以外（沿線外を含む）にも多数存在する。

## 主なグループ会社・法人
全て株式会社である。

### 運輸業

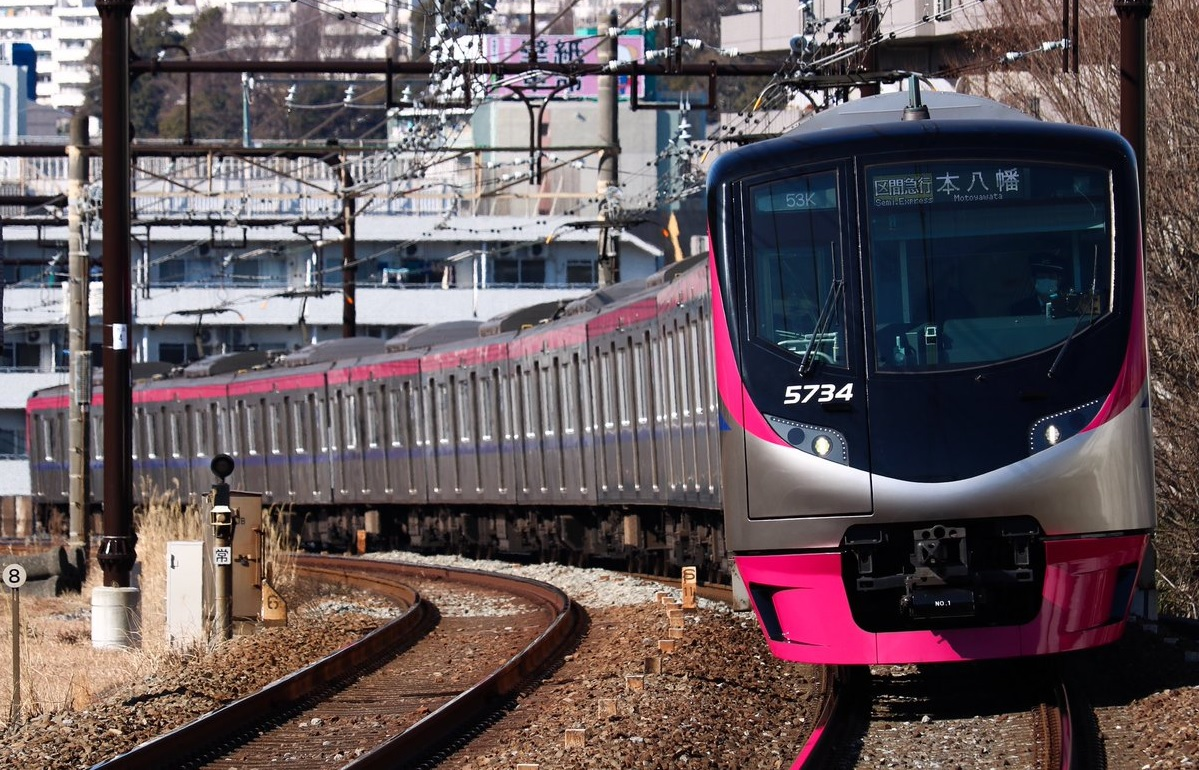
京王線

#### 鉄道
- 京王電鉄（多摩市）（開業：1913年（大正2年）4月15日）
- 御岳登山鉄道（青梅市）
- 高尾登山電鉄（八王子市：2017年3月に京王電鉄の子会社化）

#### バス

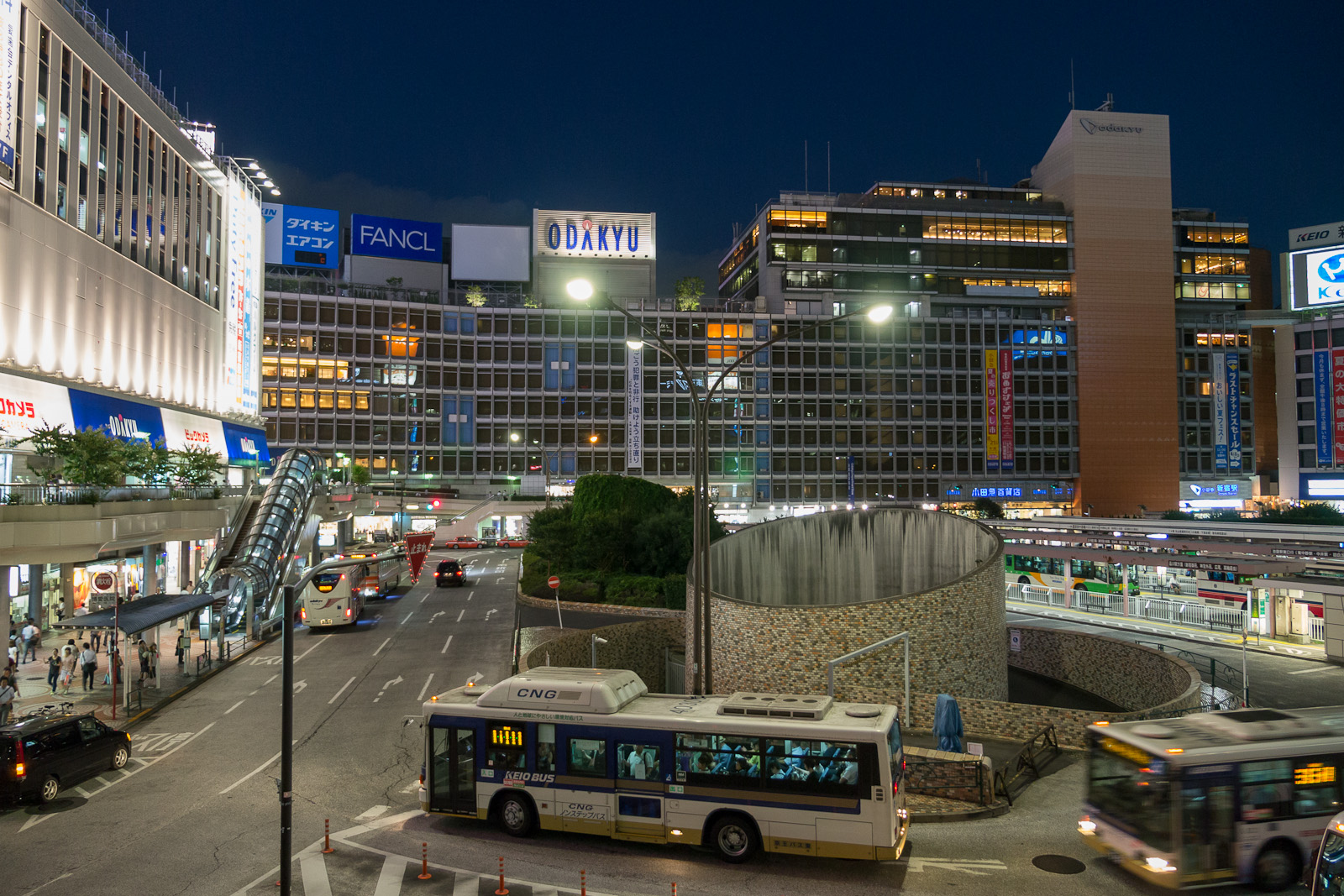
新宿駅バスターミナル

- 京王電鉄バス（府中市）
- 京王バス（府中市）
- 西東京バス（八王子市）

#### タクシー・ハイヤー
- 京王自動車（多摩市）

#### 貨物輸送
- 京王運輸（多摩市）

### 小売業

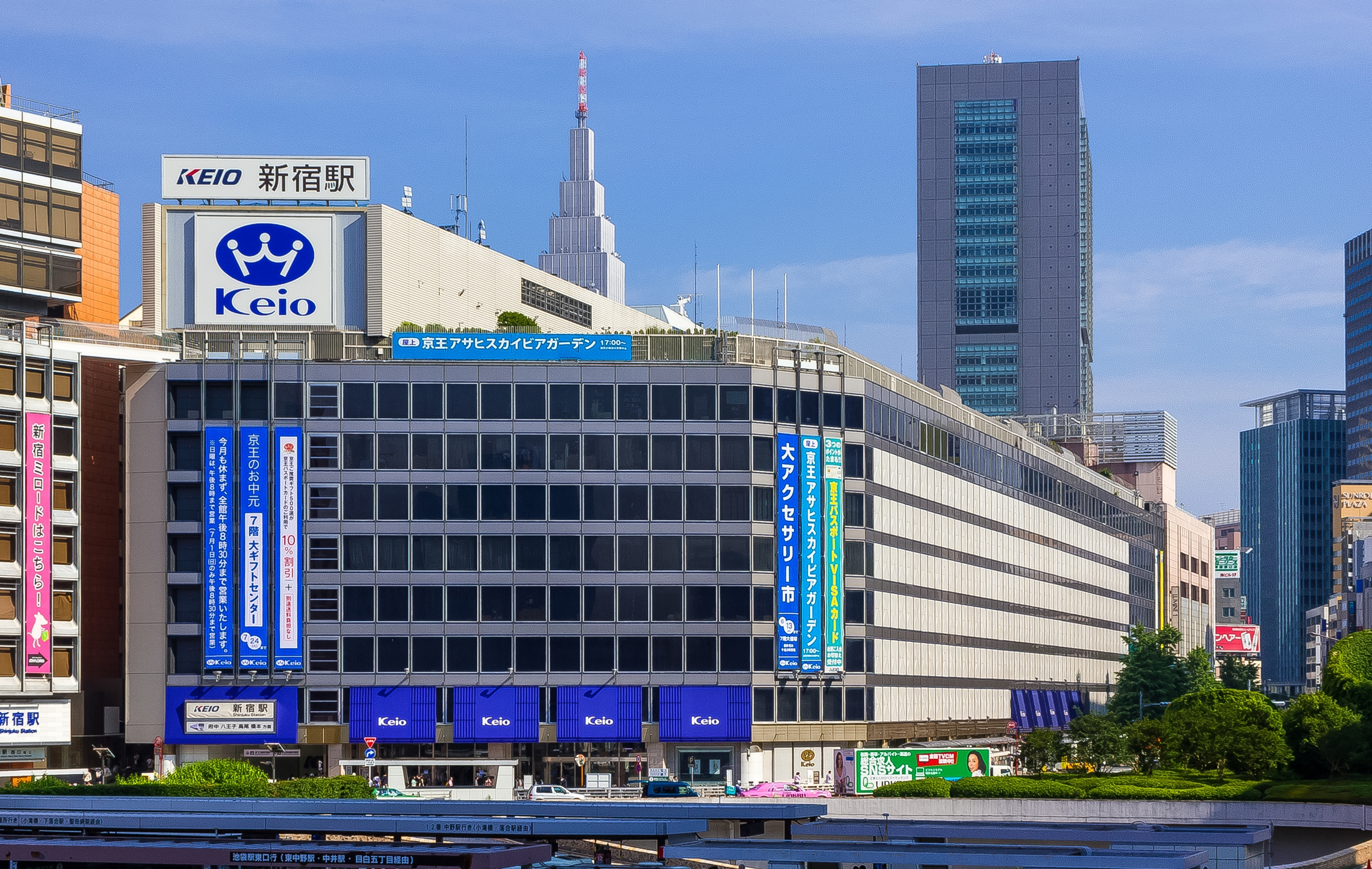
京王百貨店新宿店

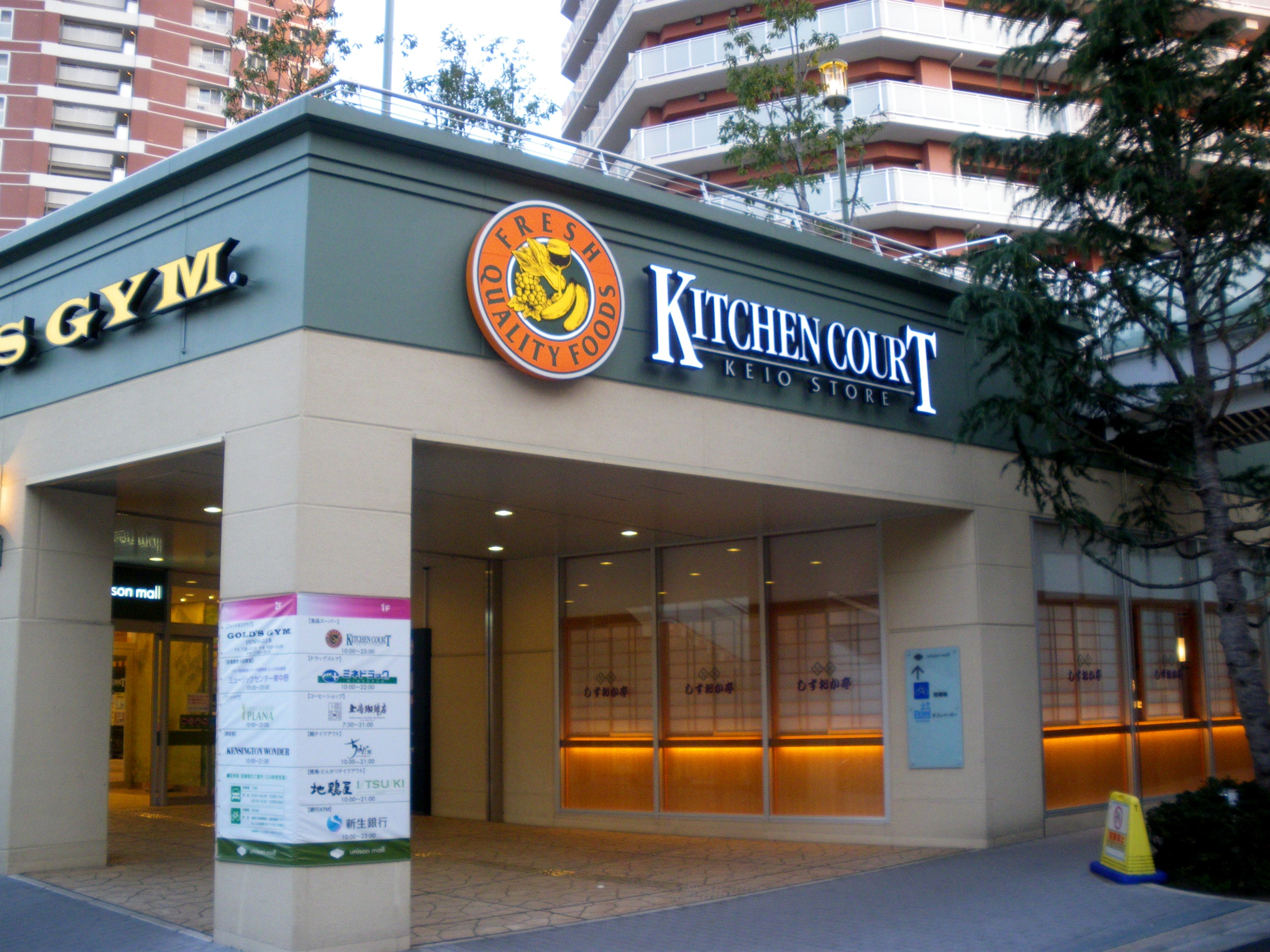
キッチンコート

- エリート（渋谷区：ブティック「リモーネ」を経営）
- 京王アートマン（多摩市）
- 京王グリーンサービス（府中市）
- 京王食品（多摩市：ベーカリー「ルパ」を経営）
- 京王書籍販売（多摩市：「啓文堂書店」を経営）
- 京王ストア（多摩市）
- 京王友の会（新宿区：京王百貨店の積立サービス）
- 京王百貨店（渋谷区）
- セレクチュアー（品川区：通販サイト「Angers Web shop」を経営）

### 不動産業
- 京王地下駐車場（渋谷区：京王モールなどを運営）
- 京王不動産（渋谷区）
- リビタ（目黒区：リフォーム・リノベーション、不動産売買）

### レジャー・サービス業
- 京王エージェンシー（新宿区）
- 京王観光（渋谷区）
- 京王コスチューム（渋谷区）
- 京王パスポートクラブ（渋谷区）

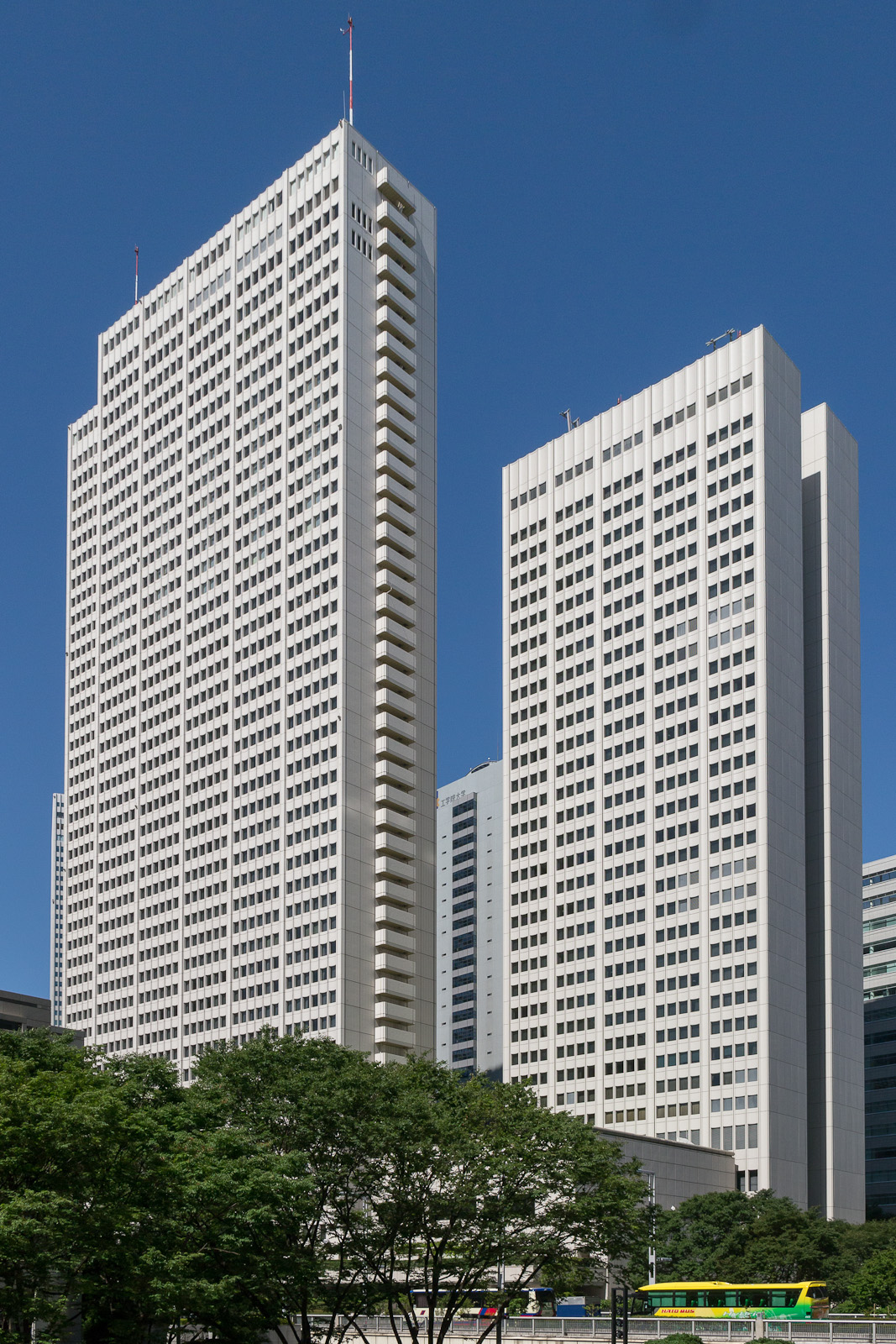
京王プラザホテル

- 京王プラザホテル（新宿区：新宿・八王子のホテルを経営）
- 京王プラザホテル札幌（札幌市中央区）
- 京王プレッソイン（新宿区）
- 京王プレリアホテル京都（京都市下京区：京王グループのホテル初の近畿地方進出）[1]
- 京王プレリアホテル札幌（札幌市北区）
- 高山グリーンホテル（岐阜県高山市）
- 京王レクリエーション（多摩市）
- 新東京エリート（渋谷区）
- レストラン京王（府中市）
- Freshtea Japan（多摩市：台湾茶カフェ「彩茶房」を経営）

### 海外事業
ミャンマーの経済中心都市ヤンゴンに、ホテルやサービスアパートメント事業を手掛ける合弁会社「KEIO ADVENTURE MYANMAR CO.,LTD」を設立することを2017年（平成29年）8月1日に発表。合弁会社は2018年4月に発足予定で、京王電鉄が65％、現地企業が35％を出資する計画である。

### その他
- 京王建設（府中市）

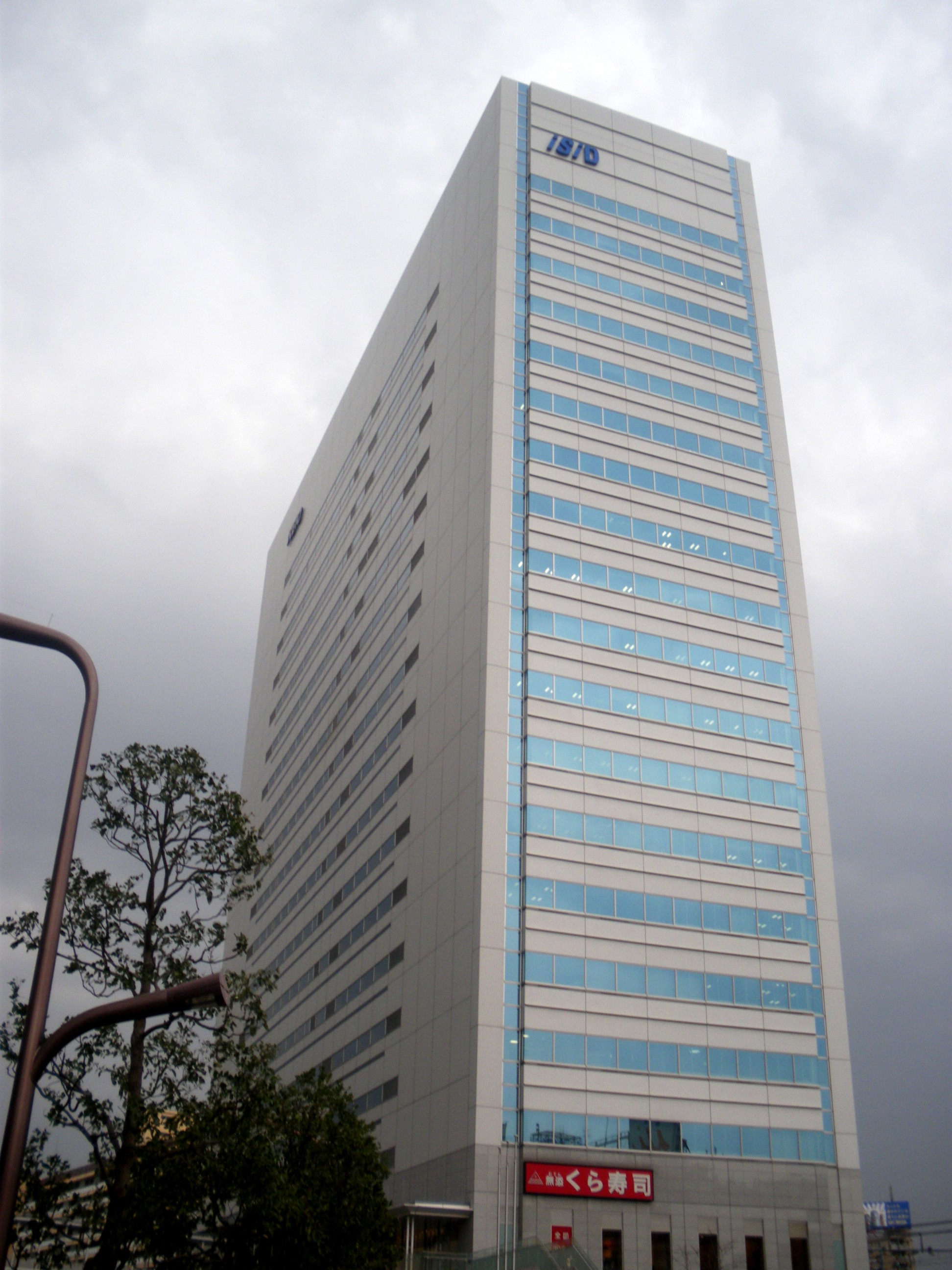
京王品川ビル

  - NB建設（横浜市神奈川区：2013年1月までは相鉄グループに属していた（旧：相鉄建設）。日成ビルド工業（スペースバリューホールディングス）傘下を経て2023年5月に京王建設の完全子会社となる）
- 京王重機整備（渋谷区）
- 京王設備サービス（渋谷区）
- 京王アカウンティング（調布市）
- 京王ユース・プラザ（新宿区）
- 京王ITソリューションズ（調布市：京王ネットワークコミュニケーションズと京王情報システムが2007年4月1日に合併）
- 東京特殊車体（八王子市）
- 新東京エリート（渋谷区：京王グループのホテル・店舗への人材派遣）
- 京王ビジネスサポート（調布市：京王グループ各社の人事業務・コンサルティング）
- 京王子育てサポート（新宿区：保育所「京王キッズプラッツ」を経営
- 京王ウェルシィステージ（多摩市：有料老人ホーム、サービス付き高齢者向け住宅を経営）
- 京王フェアウェルサポート（多摩市：葬儀場「京王メモリアル」を経営）
- 京王シンシアスタッフ（多摩市：知的障害者雇用のための特例子会社）

## 出資している主なグループ外企業
- 関東バス - 京王電鉄の持株比率が20%超であるが持分法適用対象外会社となっており、経営上は独立している。
- 京三製作所 - 交通信号機などのメーカーとして知られる。
- うかい - 八王子市で料亭などを営む企業。

### 過去に出資していた主なグループ外企業
- よみうりランド - 読売新聞グループ本社傘下の遊園地。同社によるTOBに応じたため資本関係は解消されたものの、よみうりランドで開催されるジェルミネーションに合わせた最寄り駅である京王よみうりランド駅でのイルミネーション装飾の共同実施[3]や読売ジャイアンツ球場で開催される巨人2軍戦への協賛[4]など、読売新聞グループとの提携関係は継続している。

## 廃止された主な事業等

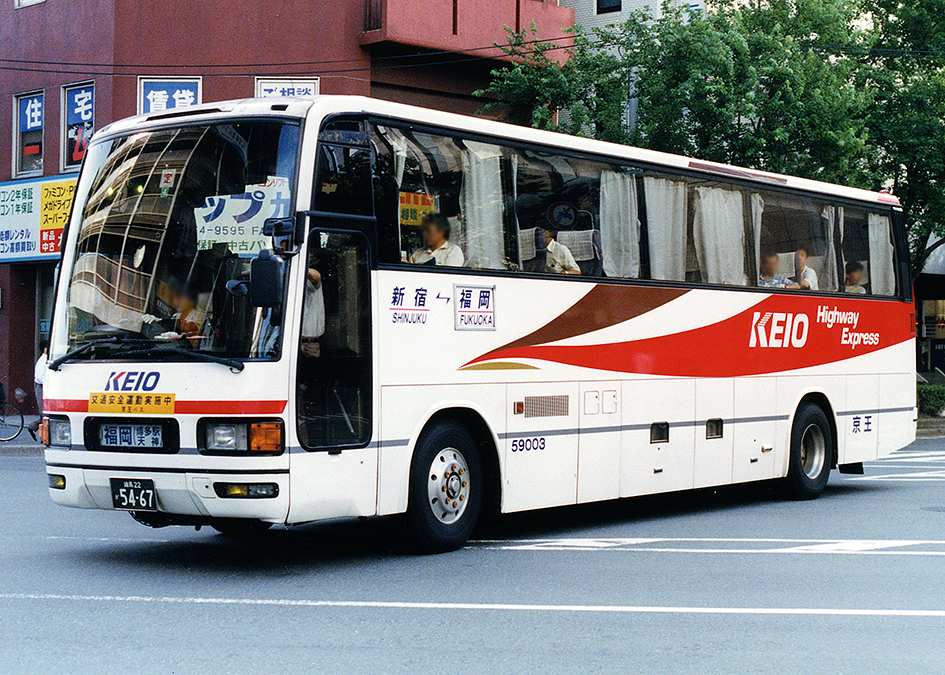
はかた号
（1992年撮影）

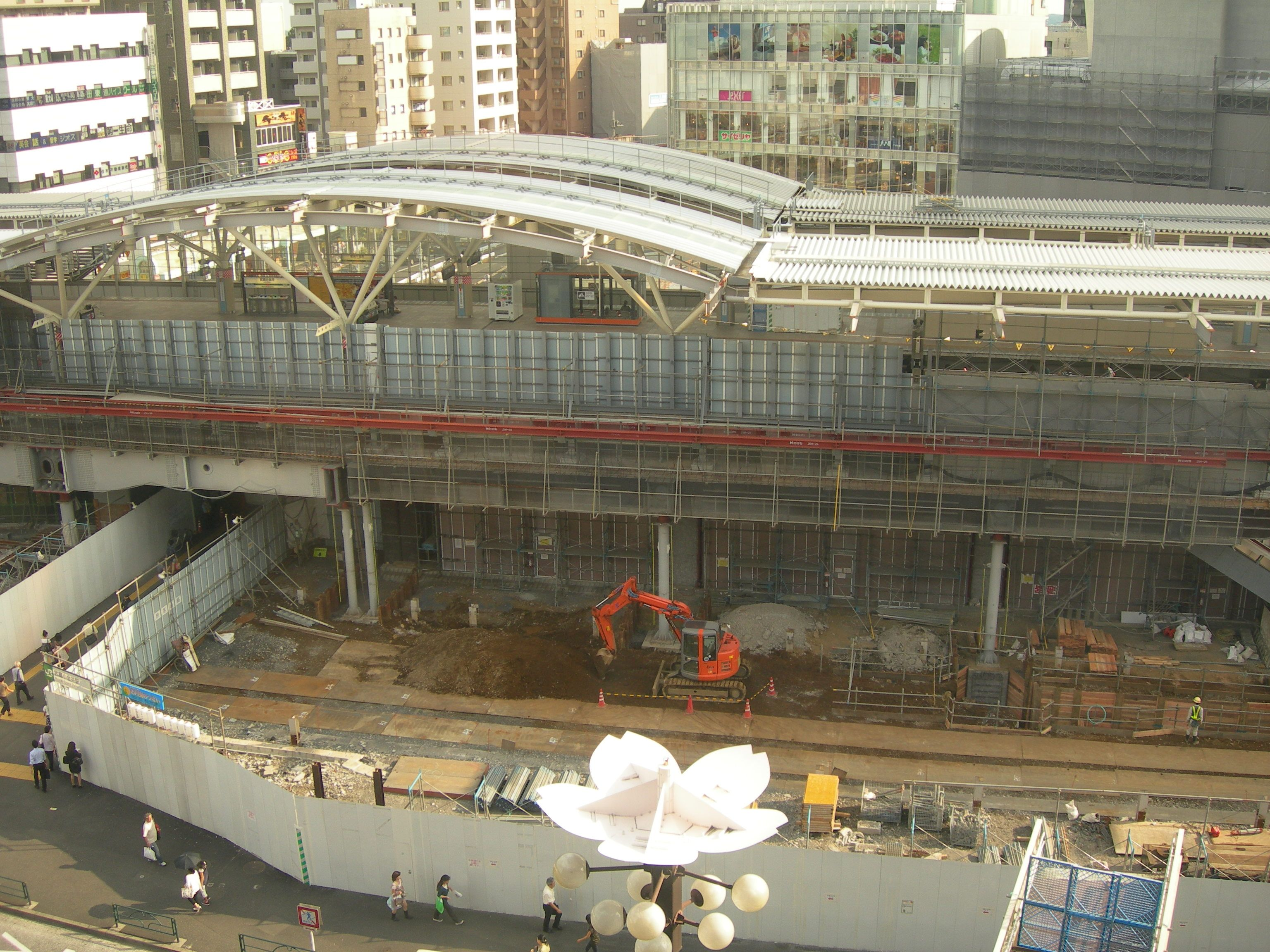
京王電鉄バス小金井案内所が撤退したあとの武蔵小金井駅構内
（2010年9月撮影）